# Monika Rakusa
Monika Rakusa (ur. 28 września 1966 we Wrocławiu) – polska pisarka, publicystka, autorka scenariuszy filmów dokumentalnych, psycholog.

## Życiorys
Monika Rakusa (z domu Dworakowska) urodziła się we Wrocławiu w 1966 roku. W wieku 9 lat przeniosła się z matką do Warszawy, gdzie mieszka do dziś. Ma dwoje dzieci - Antoniego i Klarę.
Jest absolwentką Liceum Ogólnokształcącego Sióstr Niepokalanek w Szymanowie. Studiowała polonistykę na Uniwersytecie Warszawskim, a następnie psychologię w Szkole Wyższej Psychologii Społecznej. W latach 1993–1997 pracowała jako dziennikarka oraz pisała scenariusze filmów dokumentalnych.

Od czasu studiów interesuje się historią Holocaustu. W latach 2005–2010 brała udział w projekcie dla United States Holocaust Memorial Museum.

## Twórczość
Jako powieściopisarka debiutowała w 2008 powieścią 39,9 (wyd. W.A.B.). W 2010 ukazała się druga powieść autorki: Żona Adama, oraz Baśnie dla Antosia. Jest także autorką jednego z 21 opowiadań w wielogłosowej powieści o stolicy Mówi Warszawa, która ukazała się pod koniec 2011.